# Francisco Morales Bermúdez
Francisco Morales Bermudez Cerruti (4 tháng 10 năm 1921 - 14 tháng 7 năm 2022) là một vị tướng của Peru, người lên nắm quyền ở Peru vào năm 1975 sau khi truất người tiền nhiệm của ông, Tổng thống Juan Velasco. Ông nội của ông và tất cả các gia đình gốc của mình là từ tỉnh cũ Peru Tarapacá, mà nay là một phần của lãnh thổ Chile. Không thể kiểm soát những rắc rối chính trị và kinh tế mà các quốc gia phải đối mặt, ông bị buộc phải trả lại quyền lực cai trị dân sự, đánh dấu sự kết thúc của Chính phủ cách mạng của lực lượng vũ trang, đưa lên bởi một cuộc đảo chính vào ngày 03 tháng 10 năm 1968.

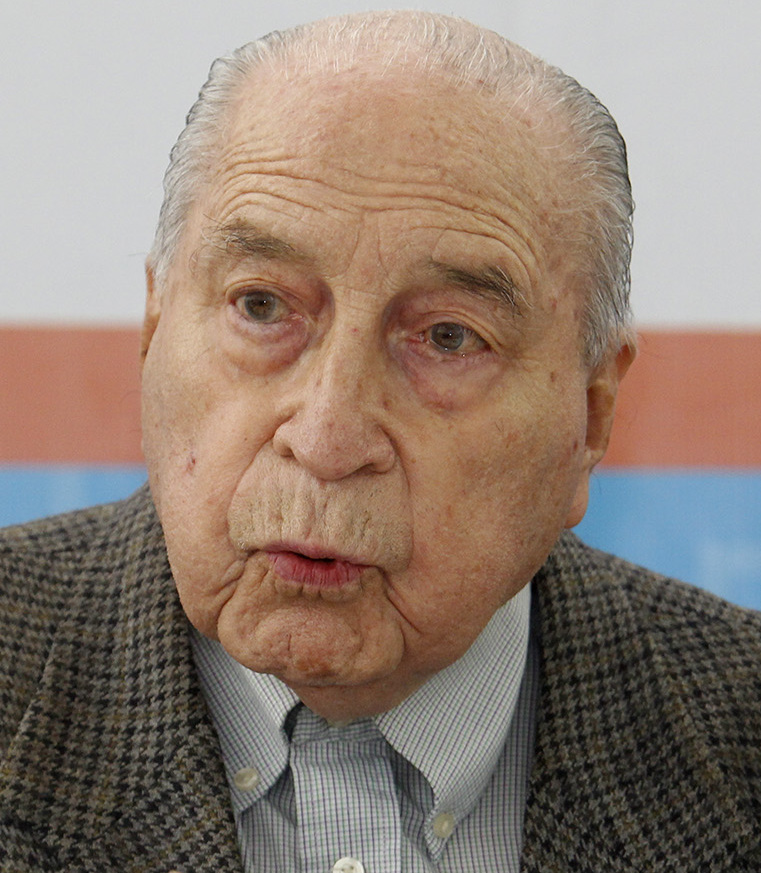
Morales Bermúdez vào tháng 10 năm 2016, ở tuổi 95

Ông tròn 100 tuổi vào ngày 4 tháng 10 năm 2021 và qua đời ngày 14 tháng 7 năm 2022.